# Felidia (Cali)
Felidia es un corregimiento en el occidente del distrito colombiano de Santiago de Cali. Limita al oriente con el corregimiento El Saladito, al norte con el municipio de Dagua, al sur con el corregimiento de La Leonera, y al occidente con el municipio de Buenaventura.

## División territorial
El corregimiento de Felidia está compuesto por su centro poblado cabecera (la cual le da el nombre al corregimiento) y las veredas:
- Felidia
- Santa Elena
- La Esperanza
- Las Nieves
- El Diamante
- El Cedral
- La Soledad.

## Historia
La zona comienza a ser poblada en el siglo XIX, más exactamente en 1830, con personas provenientes de regiones como Cauca, Nariño, Viejo Caldas y del Valle del Cauca. En 1937 ocurre en las cercanías de la localidad el Accidente Aeronautico de la Expedición Colón. En 1960 se comienza un incremento en la población, la formación de fincas y zonas de recreación.

## Vías de acceso
Para ingresar al corregimiento existen dos vías de comunicación: la primera es por la vía al mar, llegando de la Portada al Mar hasta El Saladito, se gira a la izquierda, se llega a la cabecera del corregimiento por una carretera recientemente pavimentada. La segunda vía, es por la circunvalación pasando por el acueducto de San Antonio, luego por los corregimientos de: Los Andes, Pichindé, y La Leonera, carretera en proceso de pavimentación y que conforma la Vuelta de Occidente del Municipio Santiago de Cali.

## Hidrografía
El río más importante del corregimiento es el de Felidia, sus afluentes son: Las Nieves, La Pizarra, Los Garcés, El Cedral, quebrada La Soledad, La Ascensión, El Pedregal y La Esperanza.

## Recursos naturales
Fauna: Existe una gran variedad de animales, características de la zona del parque nacional de los Farallones, especialmente en aves como: el gallito de roca, barranquero, el pato silvestre, la mirla negra, los azulejos, el pechirrojo, las pavas, el jilguero, las mirlas, las perdices, loros, también encontramos los siguientes mamíferos: murciélago, guatín, armadillo, perro de monte, guagua, oso hormiguero, zorro gato, marteja, mico, erizo, venado, nutria, rata de agua, oso perezoso, tigrillo, liebre, cusumbe, entre otros animales.
Flora: La vegetación es muy variada, pero lastimosamente la intervención del hombre está afectando con la tala del bosque esta importante zona hídrica del municipio, con mayor razón si es un lugar cercano al nacimiento del Río Cali.Se conservan plantas nativas como el Caspe, laurel, carbonero, cedro, los balso blanco y pando, aguacatillo, granado, cucharo, árbol loco, zurrumbo, oreja e´mula, mortiño, yarumo, nacedero, mamey blanco, chachafruto, mano de oso, galvis, huesillo, leucadena, chantre y otros másm también existen árboles frutales como naranjo, limones, guayabales, cultivos de arveja, cilantro, tomate, cidra, plantas aromáticas y medicinales.

## Atractivos Naturales
Los lugares naturales de mayor atracción son:
Rio Felidia, El Mirador, Sendero Ecológico Los Cedrillos, Mirador José Neval, parque nacional natural Farallones, Inversiones Tierra Fértil, Finca Etamayo, Campamento Betania, Finca Santa Helena, Finca San Marcos, Finca La Milonga, Santa María del Silencio, Finca la Golita, Villa Cecci, Finca Altamira, San Rafael y Museo del Carajo.